# الهجر (صباح)
الهجر هي إحدى قرى عزلة صباح بمديرية صباح التابعة لمحافظة البيضاء، بلغ تعداد سكانها 1174 نسمة حسب تعداد اليمن لعام 2004.